# 永野村 (栃木県)
永野村（ながのむら）は栃木県の中西部、江戸期は安蘇郡、明治9年に都賀郡、明治11年以降は上都賀郡に属していた村である。

## 地理
- 山岳 - 尾出山、高原山、高谷山
- 河川 - 永野川

## 歴史
- 1889年（明治22年）4月1日 町村制施行により、下永野村、上永野村が合併し上都賀郡永野村が成立する。
- 1955年（昭和30年）1月8日 （旧）粟野町、粕尾村、清洲村と合併し、粟野町となる。